# Jahangir Butt
Jahangir Ahmed Butt (geboren am 17. April 1943 in Gujranwala; gestorben am 7. September 2021) war ein pakistanischer Hockeyspieler. Der Außenstürmer der pakistanischen Nationalmannschaft war Olympiasieger 1968 und Weltmeister 1971.

## Sportliche Karriere
Jahangir Butt war Mitglied der pakistanischen Mannschaft, die bei den Asienspielen 1966 die Silbermedaille hinter der indischen Mannschaft gewann. Zwei Jahre später nahm er an den Olympischen Spielen 1968 in Mexiko-Stadt teil. Die pakistanische Mannschaft gewann ihre Vorrundengruppe vor der australischen Mannschaft. Nach einem 1:0-Halbfinalsieg über die deutsche Mannschaft trafen die Pakistaner im Finale erneut auf die Australier und siegten mit 2:1.
Zwei Jahre später siegte Jahangir Butt mit der pakistanischen Mannschaft bei den Asienspielen in Bangkok. Im Oktober 1971 fand in Barcelona die erste Hockey-Weltmeisterschaft statt. Pakistan belegte in der Vorrunde den zweiten Platz hinter der spanischen Mannschaft, wobei die Spanier das direkte Duell mit 3:2 für sich entschieden hatten. Im Halbfinale bezwang Pakistan die indische Mannschaft mit 2:1. Im Finale trafen Pakistan und Spanien erneut aufeinander und diesmal siegt Pakistan mit 1:0. 1972 gehörte Jahangir Butt zum pakistanischen Aufgebot bei den Olympischen Spielen in München, kam aber nur noch in drei Vorrundenspielen zum Einsatz. Im Finale gegen die deutsche Mannschaft wurde er nicht aufgestellt.
1996 und 1997 war Jahangir Butt pakistanischer Nationaltrainer, die pakistanische Mannschaft belegte unter ihm den sechsten Platz bei den Olympischen Spielen 1996. 1996 wurde er mit seiner Mannschaft Zweiter in der Champions Trophy, 1997 belegte seine Mannschaft den fünften Platz.